# SOX12
SOX12‏ (SRY-box 12) هوَ بروتين يُشَفر بواسطة جين SOX12 في الإنسان.